# Ștefan Gh. Nicolau
Ștefan Gh. Nicolau (n. 10 iunie 1874, Ploiești – d. 3 noiembrie 1970, București) a fost un medic dermatolog român, membru titular al Academiei Române (12 august 1948) și membru al: Academiei de Științe Medicale din România și al societăților de dermatologie din Argentina, Bolivia, Cehoslovacia, Franța, Italia, Iugoslavia, Spania, Turcia și Statele Unite.
Ștefan Gh. Nicolau este fondatorul școlii românești moderne de dermatovenerologie. A câștigat o reputație internațională în domeniul histologiei cutanate. A descris un șir de dermatoze care îi poartă numele: scorbutidele foliculare Nicolau, dermatita lividoidă și gangrenoasă Nicolau, exantemul exfoliant generalizat leucemic Nicolau și multe altele. A studiat clinica și epidemiologia leprei, morfopatologia și aspectele imunologice ale infecției sifilitice, patogenia dermatozelor profesionale, leziunile din limfogranulomatoză, contribuții incluse în tratatele mondiale de specialitate. A preparat împreună cu A. Banciu un vaccin (vaccinul Nicolau-Banciu) pentru tratamentul șancrului moale și a fost unul dintre organizatorii activi, pe plan internațional și național, ai luptei anti-veneriene.
A absolvit Facultatea de Medicină din București. S-a specializat la Paris. Profesor la Facultatea de Medicină din Cluj (1919-1920), apoi din București. În 1928 a fondat Societatea de Dermatologie și Sifilografie din România. Director al Centrului Dermato-venerologic (1953-1970). În 1919-1938 a condus Clinica de Dermatologie din Spitalul Colțea.

## Distincții
- Medalia „A cincea aniversare a Republicii Populare Române” (24 decembrie 1952) „pentru lupta și munca duse în vederea făuririi, consolidării și prosperării Republicii Populare Române”[1]
- titlul de „Medic Emerit al Republicii Populare Romîne” (5 august 1954) „pentru merite excepționale și realizări deosebite în domeniul ocrotirii sănătății oamenilor muncii”[2]
- Ordinul „Steaua Republicii Populare Romîne” clasa a II-a (31 decembrie 1956) „cu prilejul împlinirii a 90 de ani de la înființarea Societății Academice Romîne, pentru merite deosebite in muncă”[3]
- Ordinul „Steaua Republicii Populare Romîne” clasa I (13 iunie 1959) „cu prilejul împlinirii a 85 ani de la naștere, pentru îndelungată activitate și merite deosebite în munca științifică și didactică”[4]
- Ordinul „Meritul Științific” clasa I (26 septembrie 1966) „pentru merite deosebite în activitatea științifică, cu prilejul Centenarului Academiei Republicii Socialiste România”[5]
- Ordinul „Meritul Sanitar” clasa I (8 aprilie 1970) „pentru merite deosebite în domeniul ocrotirii sănătății populației din țara noastră”[6]